# Dimitri Pinti
Dimitri Pinti (Pescara, 26 ottobre 1932 – Venezia, 8 ottobre 2018) è stato un calciatore italiano.

## Carriera
Dopo gli inizi nel Foligno e nel Vittorio Veneto, esordisce in Serie B nel 1958 con la Reggiana, con la quale disputa due campionati segnando 24 gol. Debutta in Serie A nella stagione 1960-61 con il L.R. Vicenza, disputando 18 gare e segnando 7 reti in massima serie. Nel 1961 torna in Serie B dove gioca altri quattro campionati con le maglie di Lazio, Udinese e Parma.